# Hollywood Tonight
A Hollywood Tonight Michael Jackson amerikai énekes dala, amely Michael című posztumusz albuma második kislemezeként jelent meg, 2011. február 11-én. A dal beszélt részét Teddy Riley írta és Jackson unokaöccse, Taryll Jackson adja elő. A dal videóklipje március 10-én jelent meg, Sofia Boutella algériai táncos szerepel benne Michael Jackson ihlette öltözékben.

## Háttere és megjelentetése
A dalt Michael Jackson akkor írta, amikor Invincible című albumán dolgozott. 2007-ben ismét elővette, hogy Theron "Neff-U" Feemster producerrel dolgozzon rajta. A dalszöveg első változatát 1999-ben írta, ezután kezdett zenét szerezni hozzá régi barátja és szerzőtársa, Brad Buxer segítségével. Az ezt követő tíz évben többször is visszatért a dalhoz, 2008 októberében megkérte Michael Prince hangmérnököt, hogy a legújabb változatot írja CD-re, hogy meg tudja hallgatni és eldönteni, kell-e még javítani rajta, utána azonban nem foglalkozott vele, és 2009-es halála meggátolta abban, hogy eldöntse, milyen legyen a végleges változat. Teddy Riley és Theron "Neff-U" Feemster producerek Jackson halála után befejezték a dalt, és Riley új összekötő szöveget is írt bele, amit Taryll Jackson ad elő a dalban.
A dalt Jackson első posztumusz albuma, a Michael megjelenése előtt, 2010. december 3-án mutatták be először nyilvánosan, a The Ellen DeGeneres Showban. A rádióknak először Olaszországban küldték el, 2011. február 11-én. Másnap már a BBC Radio 2 „A” játszási listájára is felkerült. Lengyelországban február 14-én kezdték játszani. Jackson hivatalos weboldalán később bejelentették, hogy az Egyesült Államokban, Kanadában, Japánban és Franciaországban egy másik dal, a Behind the Mask lesz az album második kislemeze, a világ többi részén a Hollywood Tonight, április 5-én azonban az amerikai urban contemporary és urban adult contemporary rádióknak is elküldték.

## Fogadtatása
A dal nagyrészt pozitív fogadtatásban részesült a kritikusok részéről. Teddy Riley producer így nyilatkozott a dalról: „A Billie Jean és a Dangerous vagy a Leave Me Alone keverékét szerettem volna a következő szintre emelni. Egyike azoknak a basszusoknak, amikre emlékezni fogsz.” Joe Vogel, a The Huffington Post munkatársa szerint a dal „határozottan az album egyik fénypontja. „A dal gótikus templomi kórussal kezdődik, majd energikus táncdallá alakul.” „A dalban Michael hangja jóval mélyebb, a végén katonákra emlékeztető sípszó hallható.” – írta Vogel Dan Martin az NME-től azt írta , hogy a Michael album „nem olyan borzasztó, mint az ember gondolná” és „a legrosszabb, ami elmondható a Hollywood Tonightról, az az, hogy fülbemászó refrénje egy idő után már idegesítő”. Jason Lipshutz, Gail Mitchell és Gary Graff, a Billboard magazin munkatársai szerint a dal „olyan, mint Britney Spears Luckyja keresztezve Justin Timberlake LoveStoned-jával.” Neil McCormick a Daily Telegraphban azt írta, „megvan a dalban egy popklasszikus hihetetlen magabiztossága, és azt jósolja, az album Jackson legjobb albuma lehet 80-as évekbeli fénykora óta.” Gerard McGarry azt írta a Shout! Music Magazine-nak, hogy „bár a dal nem egészen ér fel a klasszikus Jackson-számokig, felidézi azt a fülbemászó diszkóhangzást, ami az énekes védjegye volt. Erős a 80-as évek hatása a Hollywood Tonighton – még a videóklipben szereplő táncoslány is hasonlít a fiatal Brooke Shieldsre, akivel Michaelt a 80-as években összehozták a pletykák.”
Az Assignment X munkatársa, Carl Cortez negatív kritikával illette a 7" kislemezen szereplő Throwback mixet és a videóklipet. „A mix kicsit élesebb hangzású az eredetinél, de a dal eleve nem volt olyan jó. Egy másik, korábban kiadatlan B oldalas dal vagy az eredeti demó érdekesebb lett volna.”
A Hollywood Tonightot a legtöbb országban az album második kislemezeként adták ki. Mivel a brit BBC Radio 2 rengetegszer játszotta, a dal a 38. helyen nyitott a brit rádiós slágerlistán 2011 hetedik hetében (február 13–19), és a 8. héten elérte legmagasabb helyezését, a 35-öt.
Az Egyesült Államokban a dal a 89. helyen nyitott a Billboard Hot R&B/Hip-Hop Songs slágerlistáján az április 16-ával végződő héten; ezzel Jackson 52. szólóslágere lett ezen a listán. Legmagasabb elért helyezése a 60. lett. A Billboard Hot Dance Club Songs  listáján a 36. helyen nyitott az április 30-án végződő héten, és június 11-én Jackson első listavezető száma lett ezen a listán az 1995-ben megjelent Scream óta. Összesen a 8. listavezető száma volt ezen a listán szólóénekesként.

## Videóklip
A klipet eredetileg 2011 februárjának végén szándékozták megjelentetni, végül azonban március 10-én jelent meg. Egy 19 perces előzetest meg lehetett nézni Jackson hivatalos Facebook-oldalán. Március 10-én megjelent a teljes videóklip egy új mixszel, a Throwback Mixszel, melyben másik demóból származó vokálok szerepelnek és részlet a Billie Jean dobritmusából.
A videóklipet Wayne Isham rendezte. 1995-ben ő rendezte Jackson You Are Not Alone című számának klipjét is. A klipet Pantages Theatre előtti utcán forgatták Hollywoodban.
Az algériai születésű Sofia Boutella a fő táncos a klipben, ruháját Jackson fellépőruhái ihlették. Több mint 60 másik táncos szerepel a klipben, táncukat Jackson koreográfiái ihlették. A klip egy fiatal nőről szól, aki Hollywoodba érkezik, hogy híres táncos legyen. Láthatóak benne képek Jacksonról és jelenetek korábbi klipjeiből, a Jamből és a Don’t Stop ‘til You Get Enoughból.

## Közreműködők
- Michael Jackson: zeneszerző, szövegíró, producer, zenei elrendezés, beatbox
- Brad Buxer: zeneszerző, szövegíró
- Teddy Riley: beszélt szöveg írója, producer, programozás, elrendezés
- Theron "Neff-U" Feemster: társproducer, elrendezés, billentyűsök
- Jean-Marie Horvat, Teddy Riley és Scott Elgin: keverés
- Taryll Jackson: beszélt szöveg előadója
- Danny Ray McDonald Jr.: síp
- Mischke: vokálok felvétele
- Michael Durham Prince: síp, vokálok felvétele, hangmérnök
- Scott Elgin, James Murray és Jon Nettlesbey: hangmérnökök
- Quentinn Gilkey: segédmérnök
- Edward Brown: billentyűsök
- Erick Donell Walls és Eric Jackson: gitár
- The Regiment: dudák

## Számlista
Digitális promóciós kislemez
CD promóciós kislemez (Egyesült Királyság)/ Brazilian Promotional CD Single I
1. Hollywood Tonight (Radio Edit) – 3:46

CD maxi kislemez (Korea) / EU Digital EP
1. Hollywood Tonight (Throwback Mix) – 3:46
2. Hollywood Tonight (DJ Chuckie Radio Edit) – 3:54
3. Hollywood Tonight (DJ Chuckie Remix) – 6:02
4. Hollywood Tonight (Radio Edit) – 3:46

Promóciós CD kislemez (USA)
1. Hollywood Tonight (DJ Chuckie Remix w/o spoken word) – 6:03
2. Hollywood Tonight (DJ Chuckie Dub) – 5:00
3. Hollywood Tonight (DJ Chuckie Radio Edit) – 3:54

Promóciós CD kislemez (USA)
1. Hollywood Tonight (Jody Den Broeder Extended Vocal) – 6:54
2. Hollywood Tonight (Jody Den Broeder Dub) – 6:54
3. Hollywood Tonight (Jody Den Broeder Radio) – 3:52

Promóciós CD kislemez (Brazília)
1. Hollywood Tonight (DJ Chuckie Extended Remix) – 6:02
2. Hollywood Tonight (DJ Chuckie Extended Remix – No Talk) – 6:02
3. Hollywood Tonight (DJ Chuckie Dub) – 5:00
4. Hollywood Tonight (DJ Chuckie Remix Radio Edit) – 3:54
5. Hollywood Tonight (Throwback Mix) – 3:46
6. Hollywood Tonight (Radio Edit) – 3:46

7" kislemez (Európa; 34-788083 / 88697880837)
1. Hollywood Tonight (Throwback Mix) – 3:46
2. Behind the Mask (Radio Edit) –  3:36

CD kislemez (Európa, Epic 88697902982 (Sony)/ EAN 0886979029828)
1. Hollywood Tonight (Throwback Mix) – 3:48
2. Hollywood Tonight (DJ Chuckie Remix) – 5:58

## Helyezések
| Slágerlista (2011)                  | Legmagasabb helyezés |
| ----------------------------------- | -------------------- |
| Belga Ultratip 50, Flandria         | 16                   |
| Belga Ultratip 50, Vallónia         | 5                    |
| Brit kislemezlista                  | 152                  |
| Brit rádiós slágerlista             | 35                   |
| Német kislemezlista                 | 55                   |
| USA Billboard Hot R&B/Hip-Hop Songs | 60                   |
| USA Billboard Dance/Club Play Songs | 1                    |

## Megjelenési dátumok
| Ország             | Dátum             | Formátum                            |
| ------------------ | ----------------- | ----------------------------------- |
| Olaszország        | 2011. április 8.  | digitális                           |
| Olaszország        | 2011. február 11. | rádiós játszás, letöltés            |
| Egyesült Királyság | 2011. február 11. | CD kislemez (promo), rádiós játszás |
| Egyesült Királyság | 2011. április 10. | digitális                           |
| Egyesült Királyság | 2011. április 16. | 7" kislemez                         |
| Egyesült Királyság | 2011. április 26. | CD kislemez                         |
| Lengyelország      | 2011. február 14. | rádiós játszás, digitális           |
| Spanyolország      | 2011. március 8.  | rádiós játszás, digitális           |
| Kína               | 2011. március 22. | rádiós játszás, digitális           |
| Svédország         | 2011. március 10. | rádiós játszás, digitális           |
| Korea              | 2011. március 10. | rádiós játszás, digitális           |
| Korea              | 2011. március 31. | CD kislemez                         |
| Egyesült Államok   | 2011. április 5.  | rádiós játszás                      |
| Németország        | 2011. április 8.  | digitális                           |
| Németország        | 2011. április 15. | CD kislemez                         |